# Casa al carrer Major, 55 (l'Arboç)
La Casa al carrer Major, 55 és una obra modernista de l'Arboç (Baix Penedès) inclosa a l'Inventari del Patrimoni Arquitectònic de Catalunya.

## Descripció
L'edifici és compost de tres plantes separades per cornises. Els baixos, de recent edificació, són ocupats per una botiga. Presenten un porteta allindada, i una gran portalada també amb llinda. Tota la façana que correspon a aquest sector és totalment enrajolada. El pis principal presenta una gran baconada de barana de ferro forjat que s'estén per tota la façana amb dues portes balconeres, la llinda de les quals és rematada per unes motllures que contenen una flor al mig. El segon pis té dos balcons idèntics a l'inferior, però d'una sola porta balconera. L'edifici és rematat per una barana de pedra amb fulles que tenen la funció de balustres i per dos cossos, un a cada banda, de forma corba amb un cercle decorat al mig i rematats per unes fulles.

## Història
L'edifici és de principis del XX (del 1912, segons el propietari de la ferreteria).